# Garanhuns (microregio)
Garanhuns is een van de 19 microregio's van de Braziliaanse deelstaat Pernambuco. Zij ligt in de mesoregio Agreste Pernambucano en grenst aan de microregio's Mata Meridional Pernambucana, Brejo Pernambucano, Vale do Ipojuca, Vale do Ipanema, Santana do Ipanema (AL), Palmeira dos Índios (AL) en Serrana dos Quilombos (AL). De microregio heeft een oppervlakte van ca. 5.183 km². In 2009 werd het inwoneraantal geschat op 448.098.
Negentien gemeenten behoren tot deze microregio:
- Angelim
- Bom Conselho
- Brejão
- Caetés
- Calçado
- Canhotinho
- Correntes
- Garanhuns
- Iati
- Jucati
- Jupi
- Jurema
- Lagoa do Ouro
- Lajedo
- Palmeirina
- Paranatama
- Saloá
- São João
- Terezinha

Mesoregio's: Agreste Pernambucano · Mata Pernambucana · Metropolitana do Recife · São Francisco Pernambucano · Sertão Pernambucano

Microregio's: Alto Capibaribe · Araripina · Brejo Pernambucano · Fernando de Noronha · Garanhuns · Itamaracá · Itaparica · Mata Meridional Pernambucana · Mata Setentrional Pernambucana · Médio Capibaribe · Pajeú · Petrolina · Recife · Salgueiro · Sertão do Moxotó · Suape · Vale do Ipanema · Vale do Ipojuca · Vitória de Santo Antão